# 에이비스 카 렌탈
에이비스 카 렌탈(Avis Car Rental)은 미국의 렌터카 기업이다. 본사는 뉴저지주 파르시파니에 위치해 있다. 에이비스, 버짓 렌트 어 카, 버시 트럭 렌탈, 짚카 모두 에이비스 버짓 그룹에 속한다.
에이비스 버짓 그룹은 남아프리카, 북아메리카, 남아메리카, 인도, 오스트레일리아, 뉴질랜드에서 '에이비스'라는 브랜드를 운영한다. 2011년에 에이비스는 '에이비드' 브랜드의 라이선스를 받던 별개의 기업 에이비스 유럽 인수를 발표하였다.
1970년대 말부터 에이비스는 주로 제너럴 모터스(GM) 차량(예: 쉐보레, 캐딜락)을 취급했으나 오늘날에는 GM이 아닌 브랜드(포드 모터 컴퍼니, 토요타 자동차)의 렌트도 취급한다.